# Yuri Balobánov
Yuri Balobánov (Vítebsk, Bielorrusia, 2 de febrero de 1963-Massachussets, Estados Unidos, 10 de mayo de 2006) fue un gimnasta artístico ruso, que compitió representado a la Unión Soviética llegando a ser medallista de bronce mundial en 1985 en anillas.

## 1985
En el Mundial de Montreal 1985 ganó la medalla de bronce en la prueba de anillas, tras su compatriota Yuri Korolev, el chino Li Ning y empatado con el japonés Kyoji Yamawaki....